# T29 (水雷艇)
T29はドイツ海軍の水雷艇。1939型。1943年8月21日就役。
1944年1月T28と共にフランスへ進出する。2月5日掃海艇2隻の護衛中に駆逐艦4隻（タナットサイド、タリボント、ブリセンデン、ウェンスリーデイル）の攻撃を受け、掃海艇M156が大破する。
4月25日T29、T24、T27の3隻はサン・マロから出撃した。任務は機雷敷設と船団護衛である。26日の2時過ぎ敵艦隊を発見、逃走を図ったが追撃を受ける。この敵艦隊はイギリスの軽巡洋艦ブラック・プリンスと駆逐艦アシャンティ、カナダの駆逐艦アサバスカン、ハイダ、ヒューロンである。敵駆逐艦の砲撃でドイツの水雷艇は3隻とも損傷し、T24とT27は逃走に成功したが被弾により速度が低下したT29は撃沈された。乗員135名が戦死し73名が救助された。